# Ernest Aljančič starejši
Ernest »Nestl« Aljančič, slovenski hokejist, hokejski trener in nogometaš, * 5. december 1916, Ljubljana, † 19. november 2006, Ljubljana.
Aljančič je eden izmed pionirjev hokeja na ledu v Sloveniji. Bil je član ljubljanske SK Ilirije že leta 1932, ko je odigrala prvo hokejsko tekmo v Jugoslaviji med Ilirijo in Kamnikom. Kariero je nadaljeval tudi po drugi svetovni vojni, ko se je klub preimenoval v HK Ljubljana. Nastopil je na prvi reprezentančni tekmi Jugoslavije proti Avstriji in zabil prvi jugoslovanski (in s tem tudi prvi slovenski) gol. Kot član jugoslovanske reprezentanca je nastopil na Svetovnih prvenstvih 1951 v Parizu in 1955 v Nemčiji. Skupno je za reprezentanco nastopil na šestnajstih tekmah, na katerih je dosegel dva gola, oba na Svetovnem prvenstvu leta 1951 proti Franciji.
Leta 1957 je po 25 letni igralski karieri drsalke obesil na klin in se posvetil trenerskemu delu. Uspelo mu je popularizirati hokej na ledu in doseči izgradnjo prvega igrišča z umetnim ledom v Ljubljani, Hala Tivoli, ki je tudi po njegovi zaslugi gostila elitno skupino Svetovnega prvenstva 1966 in Svetovno prvenstvo skupine B leta 1974.
Leta 2002 je bil kot prvi Slovenec sprejet v Mednarodni hokejski hram slavnih v Torontu. Istega leta mu je Mednarodna hokejska zveza priredila častni sprejem na Švedskem, kjer je slovenska reprezentanca prvič zaigrala na Svetovnem prvenstvu v elitni skupini A.
V nogometu je igral za ljubljanske klube NK Ilirija, NK Hermes in NK Železničar ter tržaški klub HK Ponziano, ki je v tistem času igral v prvi jugoslovanski ligi. 
Umrl je leta 2006 za posledicami možganske kapi.
Tudi njegova sinova Ernest in Jani sta bila hokejista Olimpije in jugoslovanska reprezentanta. Ernest je dolgoletni predsednik Hokejske zveze Slovenije.